# Favrholm (gård)
 For alternative betydninger, se Favrholm. (Se også artikler, som begynder med Favrholm)
Favrholm (også Faurholm) er en hovedgård ved Hillerød i Frederiksborg Slotssogn (tidligere beliggende i det nu under Nørre Herlev Sogn inddragne Freerslev Sogn), Lynge-Frederiksborg Herred, Frederiksborg Amt, som oprindeligt var knyttet til Hillerødsholm (Frederiksborg Slot). Gården har givet navn til en ny bydel under opførelse.
I dag er Favrholm ejet af medicinalvirksomheden Novo Nordisk, der bruger den som kursusejendom.

## Historie
Favrholm omtales første gang i 1364, hvor den nævnes i Valdemar Atterdags jordebog. Peder Mortensen Due pantsatte 1366 Favrholm til Valdemar Atterdag; kronen blev senere dens ejer og forlenede den så bort; 1482-93 havde væbneren Peder Steen, derefter hans enke Mette Knudsdatter gården i pants; 1496 overførtes pantet på deres svigersøn Jep Nielsen (Bryske); 1523 blev Hans Villumsen (Baden) hans eftermand, men mistede Favrholm 1547, da Christian II gav sin tyske kansler Anders von Barby skøde på gården, som denne 1554 solgte til Peder Oxe, der atter 1558 solgte den til prins Frederik (II). Ladegården blev bevaret; men hovedbygningen lod kongen nedbryde 1560. I 1683 blev også avlsbygningerne revet ned.
Begge gårdene bortforpagtedes hver for sig, indtil Frederik IV henlagde deres arealer til Frederiksborg Stutteri. Ved en i resolution af 21. juni 1799 befalet deling af stutterijorderne blev en ny ladegårdsbygning nødvendig, og denne, det nye Favrholm, opførtes 1804-06 omtrent på den ældre Favrholm ladegårds plads. Ved stutteriets reduktion 1839-40 blev den 3. hovedgård, Trollesminde, udlagt og opbygget, og Hillerødsholms ladegårds jorder delte i "Hillerødsholm Stutterigård" og "Hillerødsholm Avlsgård". Efter stutteriets ophævelse 1871 solgtes Hillerødsholm.
Favrholm (Ny Ladegård) var i 1898 på 80 5/8 tønder hartkorn og 870 tønder land, alt ager og eng.
Favrholm blev i en statslig forsøgsgård i 1917 under Statens Planteavlsudvalg. 1932-43 blev nye bygninger opført til formålet tegnet af Hans Georg Skovgaard. I 1988 blev både den og Trollesminde købt af Hillerød Kommune. Hovedbygningen fra 1804-06 (Roskildevej 58A) har været bygningsfredet siden 1964. Selve banken er også fredet som fortidsminde (også 1964).

## Arkæologiske undersøgelser
Lokaliseringen af det ældste Favrholm er usikker, da arkæologiske udgravninger på banken nord for det nuværende
Favrholm ikke har tilvejebragt middelalderlige spor. Den vandfyldte grøft omkring Favrholm er delvist menneskeskabt, men der har tilsyneladende aldrig været egentlig befæstning på stedet. De arkæologiske undersøgelsers få, egentlige bebyggelsesspor stammer fra 1500-tallet, hvilket er samtidigt med to broer af stenkvadre og tegl på henholdsvis holmens sydøst- og nordøstside. De arkæologiske rester på banken tilhører alle den renæssancegård, der i midten af 1500-tallet blev påbegyndt under Andreas Barby eller Peder Oxe. Der er således ikke tale om et middeladerligt voldsted, men mere om en gårdsbanke fra renæssancen.
I 2024 begyndte udgravningen af middelalderbyen Egespur ved Favreholm.